# Мастерская Петра Фоменко
Моско́вский теа́тр «Мастерска́я П. Н. Фоме́нко» — московский театр, основанный Петром Наумовичем Фоменко в 1993 году.

## История
Московский театр «Мастерская П. Н. Фоменко» был основан в июле 1993 года указом мэра города Москвы. Однако сами «фоменки»[уточнить] считают датой рождения «Мастерской» июль 1988 года, когда Петр Фоменко набрал группу студентов в свою учебную мастерскую на режиссёрском факультете ГИТИСа. Выпускники Мастерской Фоменко 1993 года составили основу молодого театра. На сегодняшний день в труппе театра три поколения «фоменок».

## Здание театра
В 1997 году постановлением правительства Москвы «Мастерской П. Фоменко» было передано помещение бывшего кинотеатра «Киев» на Кутузовском проспекте. Это были два маленьких зала, которые вмещали не более 100 зрителей. Запись на некоторые спектакли шла на полгода вперёд, потому что всех вместить не могли. В 2005 году при поддержке правительства Москвы и банка ВТБ началось строительство нового здания театра. К январю 2008 года театр перебрался в новое помещение на набережной Тараса Шевченко.
Новое многоуровневое здание театра размещается на высоком склоне Москвы-реки. На крыше здания располагаются газон и цветник. Здание облицовано натуральным камнем с использованием алюминиевых и стальных панелей. Внутреннюю обстановку театра оборудовали по требованиям самого Петра Фоменко. В театре две сценические площадки и два зала, рассчитанные на 450 и 150 мест. Большой зал — это классический театр с ложами, партером и амфитеатром. Трансформируемая авансцена позволяет устроить оркестровую яму или увеличить её глубину настолько, что действие спектакля может разворачиваться непосредственно в зале. В двухъярусном помещении малого зала установлен комплекс подъёмно-спусковых механизмов и трансформируемые щиты, с помощью которых можно не только изменить габариты и пропорции зала, но и раскрыть его во внешнее пространство — на набережную и панораму Москвы-Сити.

## Репертуар
Всего за годы существования театра было создано 50 спектаклей, а на данный момент в репертуар входит 34. Спектакли «Мастерской» неоднократно становились лауреатами различных театральных премий: премии им. Станиславского за спектакль «Одна абсолютно счастливая деревня» (2000); Национальной театральной премии «Золотая Маска» за спектакль «Одна абсолютно счастливая деревня» (2001), «Войны и мира» (2002), «Три сестры» (2006); независимой театральной премии «Хрустальная Турандот» за спектакли «Три сестры» (2005), «Самое важное» (2007). Также спектакли театра неоднократно становились лауреатами театральной премии «Чайка», премии «Гвоздь сезона», получали призы и награды на различных международных театральных фестивалях.
В разные годы спектакли театра принимали участие в различных российских и международных театральных фестивалях: Золотая Маска (2000, 2002, 2003, 2004, 2006), Международном Чеховском фестивале (1998, 2007), Рождественском фестивале в Новосибирске (1997, 2001), вологодском фестивале «Голоса истории» (2001, 2005), севастопольском фестивале «Херсонесские игры» (1993), польском фестивале «Контакт» (1993, 1996), Венецианском биеннале (1995), фестивале в Авиньоне (1997), белградском фестивале BITEF (1997, 2004), боннском театральном Биеннале (1997), Осеннем Парижском (1998, 2002, 2003) и Осеннем Мадридском (2002, 2003, 2006) фестивалях, фестивале в Линкольн-центре в Нью-Йорке (2004), международном театральном фестивале в Загребе (2004, 2007), театральном фестивале в Риме Russkij Festival (2004), Фестивале русской культуры в Бельгии «Европалия» («Europalia.Russia» (2005)), фестивале «Европейские дни культуры в Карлсруэ» (Германия, 2006), Ибероамериканском фестивале в Боготе (Колумбия, 2006), Международном фестиваль искусств в Греции (2007). Кроме того, театр много и успешно гастролировал по городам России, Украины, Латвии, Эстонии, Европы, Латинской Америки, США, Китая и Японии.
Начиная с 2008 года «Мастерская» проводит благотворительные гастроли в Севастополе при поддержке ВТБ. Цель поездки — поддержать театр Черноморского флота и привлечь внимание к его проблемам.

## Театр сегодня[уточнить]
Сегодня на афише театра прежде всего постановки Петра Наумовича Фоменко: «Волки и овцы» А. Н. Островского (1992), «Одна абсолютно счастливая деревня» по Б. Б. Вахтину (2000), инсценировки прозы Л. Н. Толстого «Семейное счастие» (2000) и «Война и мир. Начало романа. Сцены» (2001), «Три сестры» А. П. Чехова (2004), «Бесприданница» А. Н. Островского (2008), «Триптих» по А. С. Пушкину (2010) и др., а также работы других режиссёров: «Мотылёк» П. Гладилина (2002; снят с репертуара после гибели исполнителя главной роли Юрия Степанова в 2010 году), «Дом, где разбиваются сердца» Б. Шоу (2005), «Самое важное» по роману М. Шишкина «Венерин волос» (2006), «Улисс» по Дж. Джойсу (2009), «После занавеса» Брайана Фрила (2010; режиссёр Евгений Каменькович), «Отравленная туника» Н. Гумилёва (2002) и «Носорог» Э. Ионеско (2006), «Алиса в Зазеркалье» по Льюису Кэрроллу (2010; режиссёр Иван Поповски), «Белые ночи» Ф. М. Достоевского (2003; режиссёр Николай Дручек), «Пять вечеров» А. Володина, «Рыжий» (2010), «Театральный роман» М. Булгакова (2012).
| СПЕКТАКЛЬ                         | ИНФОРМАЦИЯ | ИНФОРМАЦИЯ                                                                       | ИНФОРМАЦИЯ                   | ИНФОРМАЦИЯ          | ИНФОРМАЦИЯ                      | ИНФОРМАЦИЯ                               | ИНФОРМАЦИЯ                     | ИНФОРМАЦИЯ                         |
| СПЕКТАКЛЬ                         | Премьера   | Литературная основа                                                              | Постановка                   | Режиссёр            | Режиссёр-ассистент              | Художник-постановщик                     | Художник по костюмам           | Музыкальное оформление             |
| --------------------------------- | ---------- | -------------------------------------------------------------------------------- | ---------------------------- | ------------------- | ------------------------------- | ---------------------------------------- | ------------------------------ | ---------------------------------- |
| Волки и овцы                      | 22.05.1992 | «Волки и овцы» (А. Островский)                                                   | Пётр Фоменко                 | Ма Чжен Хун         | Эверетт Кристофер Диксон        | Татьяна Сельвинская                      | —                              | Б. Горбачёв, А. Цуканов            |
| Одна абсолютно счастливая деревня | 20.06.2000 | По одноимённой повести Б. Вахтина                                                | Пётр Фоменко                 | Пётр Фоменко        | —                               | Владимир Максимов                        | Мария Данилова                 | —                                  |
| Семейное счастие                  | 20.09.2000 | По одноимённому роману Л. Толстого                                               | Пётр Фоменко                 | Пётр Фоменко        | Евгений Калинцев                | Владимир Максимов                        | Мария Данилова                 | —                                  |
| Война и мир. Начало романа        | 07.02.2001 | По одноимённому роману Л. Толстого                                               | Пётр Фоменко                 | Пётр Фоменко        | Евгений Калинцев                | Владимир Максимов                        | Мария Данилова                 | —                                  |
| Отравленная туника                | 13.06.2002 | По одноимённой пьесе Н. Гумилёва                                                 | Иван Поповски                | Иван Поповски       | —                               | Владимир Максимов                        | Ангелина Атлагич               | —                                  |
| Белые ночи                        | 02.06.2003 | По одноимённой повести Ф. Достоевского                                           | Николай Дручек               | Николай Дручек      | —                               | Мария Митрофанова                        | —                              | Галина Покровская                  |
| Он был титулярный советник        | 11.09.2004 | По повести Н. Гоголя «Записки сумасшедшего»                                      | Пётр Фоменко                 | Петр Фоменко        | —                               | Станислав Морозов                        | Мария Данилова                 | —                                  |
| Три сестры                        | 14.09.2004 | По одноимённой пьесе А. Чехова                                                   | Пётр Фоменко                 | Пётр Фоменко        | Иван Верховых                   | Владимир Максимов                        | Мария Данилова                 | Оксана Глоба, Владимир Муат        |
| Дом, где разбиваются сердца       | 13.06.2005 | По одноимённой пьесе Б. Шоу                                                      | Евгений Каменькович          | Евгений Каменькович | —                               | Владимир Максимов                        | Светлана Калинина              | —                                  |
| Носорог                           | 17.02.2006 | По одноимённой пьесе Э. Ионеско                                                  | Иван Поповски                | Иван Поповски       | —                               | Ангелина Атлагич                         | Ангелина Атлагич               | Олег Любимов                       |
| Как жаль…                         | 08.11.2006 | По мотивам пьесы Г. Гарсии Маркеса «Любовная отповедь сидящему в кресле мужчине» | Пётр Фоменко                 | Пётр Фоменко        | Алексей Злобин                  | Константин Лебедев, Степан Пьянков       | Валерия Курочкина, Ольга Лопач | —                                  |
| Самое важное                      | 11.11.2006 | Этюды и импровизации по роману М. Шишкина «Венерин волос»                        | Евгений Каменькович          | Евгений Каменькович | Юлия Рихтер                     | Владимир Максимов                        | Светлана Калинина              | Олег Любимов                       |
| Бесприданница                     | 05.01.2008 | По одноимённой пьесе А. Островского                                              | Пётр Фоменко                 | Пётр Фоменко        | Валюс Тертелис                  | Владимир Максимов                        | Мария Данилова                 | Марина Раку                        |
| Сказка Арденнского леса           | 05.01.2009 | По канве пьесы У. Шекспира «Как вам это понравится»                              | Пётр Фоменко                 | Пётр Фоменко        | —                               | —                                        | —                              | —                                  |
| Улисс                             | 01.02.2009 | По одноимённому роману Д. Джойса                                                 | Евгений Каменькович          | Евгений Каменькович | Вера Камышникова                | Владимир Максимов                        | Светлана Калинина              | Олег Любимов, Оксана Глоба         |
| Триптих                           | 02.12.2009 | По произведениям А. Пушкина                                                      | Пётр Фоменко                 | Пётр Фоменко        | —                               | Владимир Максимов                        | Мария Данилова                 | —                                  |
| Рыжий                             | 19.03.2010 | Б. Рыжий «Рыжий»                                                                 | Евгений Каменькович          | Юрий Буторин        | —                               | Владимир Максимов                        | Валерия Курочкина              | Сергей Никитин                     |
| Алиса в Зазеркалье                | 19.06.2010 | По одноимённой книге Л. Кэрролла                                                 | Иван Поповски                | Иван Поповски       | —                               | —                                        | Ангелина Атлагич               | Марина Раку                        |
| После занавеса                    | 08.09.2010 | Антон Чехов — Брайан Фрил                                                        | Евгений Каменькович          | Евгений Каменькович | —                               | Владимир Максимов, Валентина Останькович | Виктория Севрюкова             | Дмитрий Захаров                    |
| Пять вечеров                      | 28.03.2011 | По одноимённой пьесе А. Володина                                                 | Виктор Рыжаков               | Вера Камышникова    | Ольга Лопач                     | Анастасия Бугаева                        | —                              | Олег Синкин                        |
| Русский человек на rendez-vous    | 21.10.2011 | По повести И. Тургенева «Вешние воды»                                            | Евгений Каменькович          | Юрий Буторин        | Елена Лукьянчикова              | Владимир Максимов                        | Анна Белан, Валерия Курочкина  | Дмитрий Захаров, Серафима Огарева  |
| Театральный роман                 | 21.04.2012 | По одноимённому роману М. Булгакова                                              | Пётр Фоменко, Кирилл Пирогов | Никита Тюнин        | Юлия Камышева, Татьяна Середина | Владимир Максимов                        | Мария Данилова                 | Петр Фоменко, Кирилл Пирогов       |
| Заходите-заходите                 | 15.07.2012 | По одноимённому роману М. Шалева                                                 | Юрий Буторин                 | Юрий Буторин        | Ольга Лопач                     | Владимир Максимов                        | —                              | Владимир Топцов, Николай Орловский |
| Дар                               | 11.09.2012 | По одноимённому роману В. Набокова                                               | Евгений Каменькович          | Евгений Каменькович | Юлия Верзунова-Степанова        | Владимир Максимов                        | Анна Белан                     | Марина Раку                        |
| Моряки и шлюхи                    | 18.12.2012 | —                                                                                | Олег Глушков                 | Олег Глушков        | Ольга Лопач, Елена Лукьянчикова | Алексей Кондратьев                       | Ирина Белоусова                | —                                  |
| Безумная из Шайо                  | 18.12.2012 | По одноимённой пьесе Ж. Жироду                                                   | Кирилл Пирогов               | Николай Дручек      | —                               | Константин Лебедев                       | Мария Данилова                 | —                                  |
| Египетская марка                  | 28.05.2013 | По одноимённой повести О. Мандельштама                                           | Евгений Каменькович          | Евгений Каменькович | Ольга Лопач                     | Александра Дашевская                     | —                              | —                                  |
| Последние свидания                | 28.05.2013 | Композиция по рассказам И. Бунина                                                | Евгений Каменькович          | Юрий Титов          | —                               | Валентина Останькович                    | —                              | Ольга Фёдорова                     |
| Современная идиллия               | 19.02.2015 | По одноимённому роману М. Салтыкова-Щедрина                                      | Евгений Каменькович          | Евгений Каменькович | —                               | —                                        | —                              | —                                  |

## Труппа

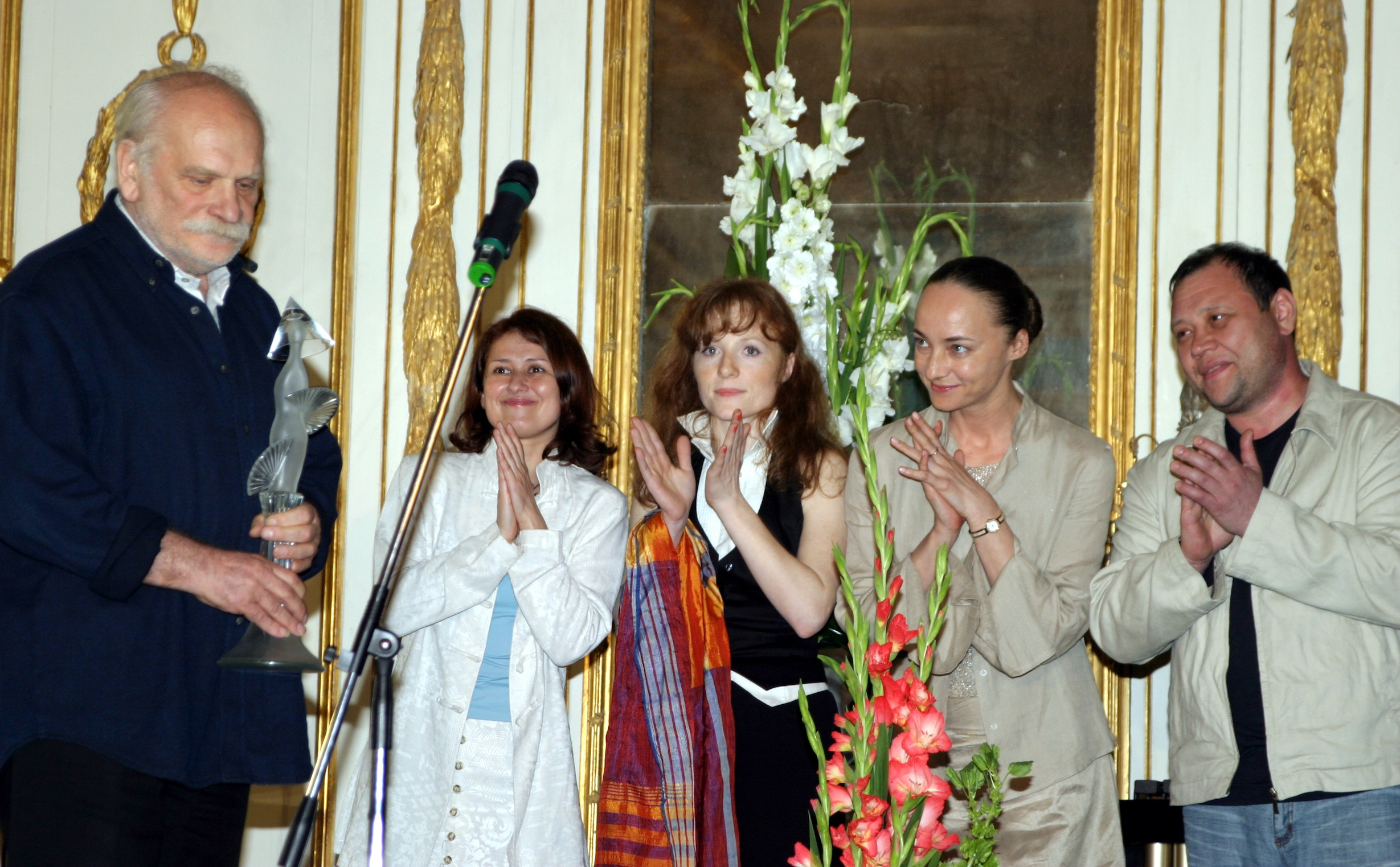
2004

| - Полина Агуреева - Мария Андреева - Мадлен Джабраилова - Галина Кашковская - Анн-Доминик Кретта - Наталия Курдюбова - Ксения Кутепова - Игорь Войнаровский - Полина Кутепова - Людмила Максакова (Театр им. Вахтангова) - Наталья Мартынова - Вера Строкова - Галина Тюнина - Карэн Бадалов - Павел Баршак | - Иван Верховых - Анатолий Горячев - Андрей Казаков - Алексей Колубков - Михаил Крылов - Максим Литовченко - Илья Любимов - Олег Любимов - Томас Моцкус - Олег Нирян - Кирилл Пирогов - Тагир Рахимов - Владимир Топцов - Никита Тюнин | - Евгений Цыганов - Рустэм Юскаев - Сергей Якубенко Раньше играли: - Людмила Аринина - Наталия Вдовина (Театр «Сатирикон») - Ольга Левитина (Эрмитаж) - Ирина Пегова (МХТ имени А. П. Чехова) - Эверетт Кристофер Диксон - Андрей Приходько - Юрий Степанов - Олег Талисман - Сергей Тарамаев - Андрей Щенников |

## Режиссёры
- Пётр Фоменко
- Иван Верховых
- Николай Дручек
- Сергей Женовач
- Евгений Калинцев
- Евгений Каменькович
- Миндаугас Карбаускис
- Прийт Педаяс
- Иван Поповски
- Андрей Приходько

## Награды
- Почётная грамота Московской городской Думы (31 октября 2007 года) — за заслуги перед городским сообществом[10]
- Благодарность Московской городской думы (19 апреля 2023 года) — за заслуги перед городским сообществом и в связи с юбилеем[11]

## Примечание
1. 1 2 3  История театра Петра Фоменко. Архивная копия от 20 июня 2017 на Wayback Machine Официальный сайт театра
2. ↑  Здание театра Фоменко претендует на премию Архивная копия от 14 декабря 2016 на Wayback Machine — Известия
3. ↑  Московский театр Мастерская П. Фоменко: История. fomenko.theatre.ru. Дата обращения: 16 октября 2015. Архивировано 20 июня 2017 года.
4. ↑  «Мастерская Петра Фоменко» гостит в Севастополе Архивная копия от 21 октября 2020 на Wayback Machine — ТК Культура
5. ↑  Банк ВТБ выступает генеральным спонсором гастролей «Мастерской П. Фоменко» в Украине Архивная копия от 4 марта 2016 на Wayback Machine — UABanker.ru
6. ↑  ВТБ поддержал благотворительные гастроли театра «Мастерская Петра Фоменко» в Севастополе 2 июня 2011 (недоступная ссылка) — Lenta.ru
7. ↑  Пресса о спектакле «Улисс» на странице smotr.ru. Дата обращения: 6 апреля 2012. Архивировано 27 июня 2017 года.
8. ↑  Актриса театра «Мастерская Петра Фоменко» Вера Строкова: «Не хочется, чтобы спектакль превращался в детский утренник» (на странице спонсора-банка ВТБ). Дата обращения: 6 апреля 2012. Архивировано 3 января 2012 года.
9. ↑  спектакль «Пять вечеров» на странице спонсора (банка ВТБ). Дата обращения: 6 апреля 2012. Архивировано 4 мая 2012 года.
10. ↑  Постановление Московской городской Думы от 31 октября 2007 года № 264 «О награждении Почётной грамотой Московской городской Думы коллектива Государственного учреждения культуры города Москвы «Московский театр «Мастерская П.Н.Фоменко». Дата обращения: 4 января 2023. Архивировано 25 сентября 2021 года.
11. ↑  Постановление Московский городской думы от 19 апреля 2023 года № 37 «О награждении почётными грамотами Московской городской Думы и благодарностями Московской городской Думы» (недоступная ссылка)